# Drwęca
El Drwęca ( pronunciación en polaco: /ˈdrvɛnt͡sa/; en alemán: Drewenz; en lituano: Druvinčia) es un río del norte de Polonia, afluente del Vístula por la derecha, en el que desemboca cerca de la ciudad de Toruń, cuyo límite administrativo traza parcialmente. Tiene una longitud de 231 km y una cuenca de 5697 km².
Ciudades que atraviesa:
- Nowe Miasto Lubawskie
- Brodnica
- Golub-Dobrzyń
- Toruń